# Bibio nigrostigma
Bibio nigrostigma är en tvåvingeart som beskrevs av Walker 1848. Bibio nigrostigma ingår i släktet Bibio och familjen hårmyggor. Inga underarter finns listade i Catalogue of Life.